# Graellsia davisiana
Graellsia davisiana là một loài thực vật có hoa trong họ Cải. Loài này được Poulter mô tả khoa học đầu tiên năm 1956.